# 哈查爾縣

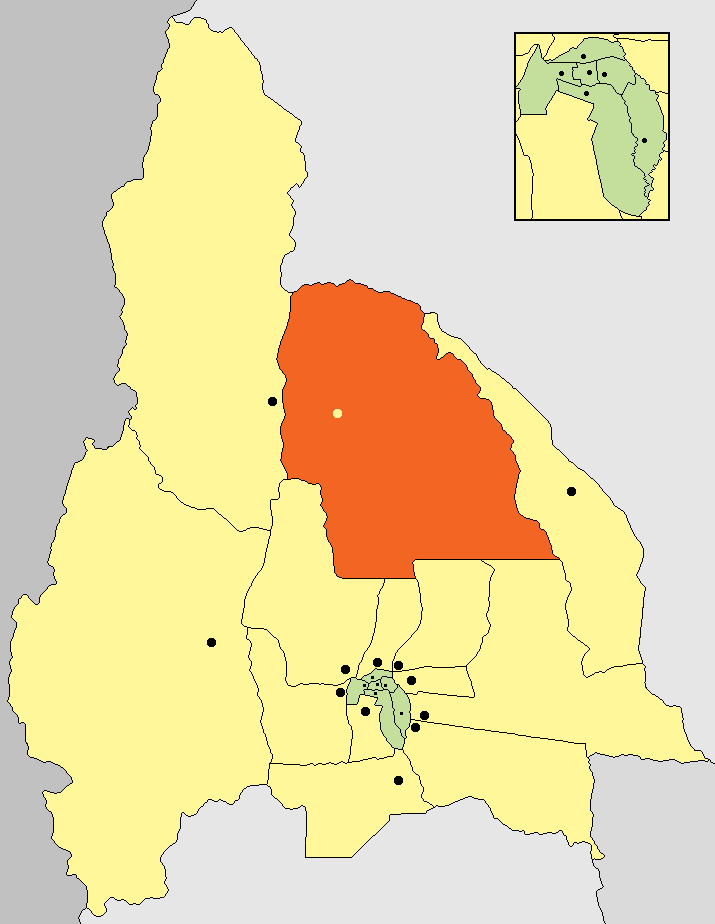

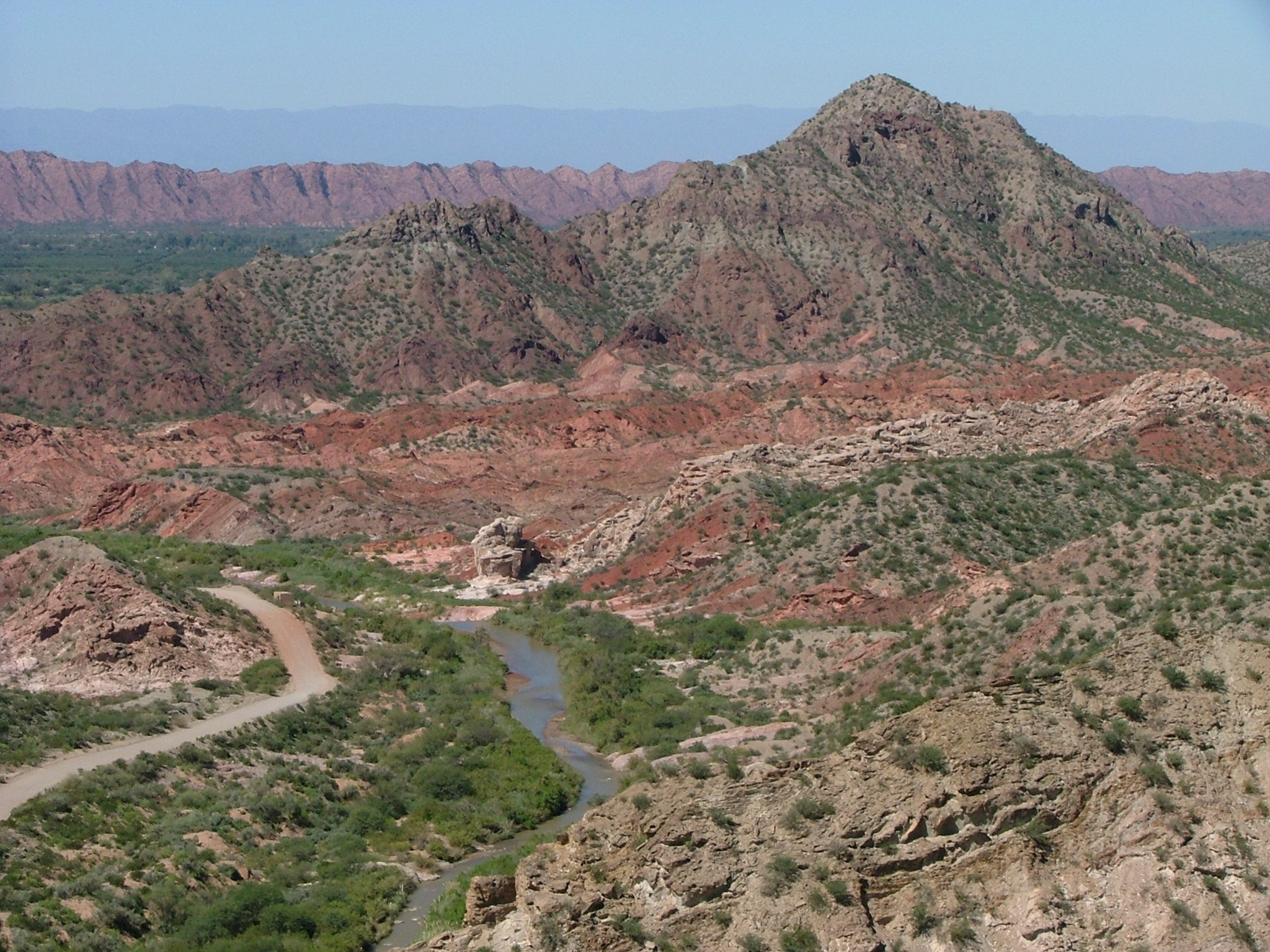

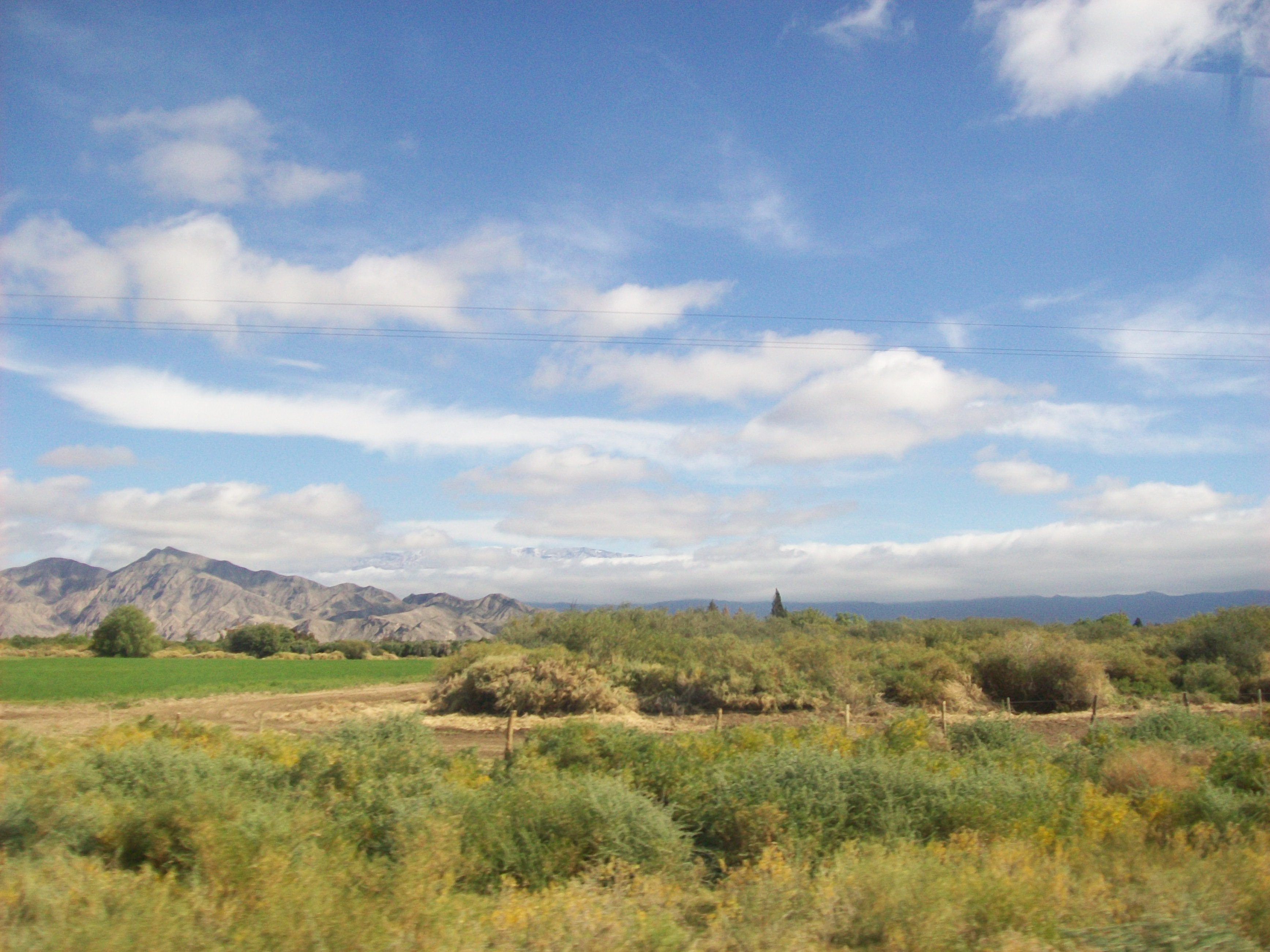

哈查爾縣（西班牙語：Departamento Jáchal），是阿根廷的縣份，位於該國西部聖胡安省，首府設於聖何塞德哈查爾，距離聖胡安約150公里，始建於1776年6月25日，面積14,749平方公里，2010年人口21,484，人口密度每平方公里1.46人。
30°13′S 68°35′W / 30.217°S 68.583°W